# Noventi Open 2019
Noventi Open 2019 byl tenisový turnaj pořádaný jako součást mužského okruhu ATP Tour, který se odehrával na otevřených travnatých dvorcích v areálu s centrkurtem Gerry Weber Stadion. Probíhal mezi 17. až 23. červnem 2019 v severoněmeckém Halle jako dvacátý sedmý ročník turnaje.
Turnaj s celkovým rozpočtem 2 219 150 eur patřil do kategorie ATP Tour 500. Nejvýše nasazeným tenistou ve dvouhře se stal opět třetí tenista světa Roger Federer ze Švýcarska. Jako poslední přímý účastník do hlavní soutěže ve dvouhře nastoupil 62. hráč žebříčku Nizozemec Robin Haase.
Poprvé se generálním partnerem turnaje stal holding NOVENTI, se sídlem v Mnichově, zaměřujícím se na zdravotní péči a farmaceutický průmysl. Organizátorem dále setrval Gerry Weber Management.
Stý druhý singlový titul na okruhu ATP Tour, a rekordní devatenáctý z trávy, vyhrál 37letý Švýcar Roger Federer. Na Halle Open poprvé v kariéře vybojoval desátý titul z jediného turnaje. Dvacátou třetí trofejí navýšil vedení v kategorii ATP Tour 500. Druhou společnou trofej ze čtyřhry ATP si odvezl jihoafricko-novozélandský pár Raven Klaasen a Michael Venus. Klaasen již na Halle Open triumfoval s Ramem v letech 2015 a 2016.

## Rozdělení bodů a finančních odměn

### Rozdělení bodů
| Soutěž  | vítězové | finalisté | semifinalisté | čtvrtfinalisté | 16 v kole | 32 v kole | Q  | Q2 | Q1 |
| ------- | -------- | --------- | ------------- | -------------- | --------- | --------- | -- | -- | -- |
| dvouhra | 500      | 300       | 180           | 90             | 45        | 0         | 20 | 10 | 0  |
| čtyřhra | 500      | 300       | 180           | 90             | 0         | —         | —  | —  | —  |

### Finanční odměny
| Soutěž                              | vítězové | finalisté | semifinalisté | čtvrtfinalisté | 16 v kole | 32 v kole | Q2     | Q1     |
| ----------------------------------- | -------- | --------- | ------------- | -------------- | --------- | --------- | ------ | ------ |
| dvouhra                             | €429 955 | €215 940  | €108 965      | €57 260        | €28 620   | €15 830   | €6 090 | €3 045 |
| čtyřhra                             | €135 090 | €66 130   | €33 170       | €17 020        | €8 790    | —         | —      | —      |
| částka ve čtyřhře je uvedena na pár |          |           |               |                |           |           |        |        |

## Dvouhra

### Nasazení hráčů
| Země                           | Hráč                  | ATP | Nasazení |
| ------------------------------ | --------------------- | --- | -------- |
| Švýcarsko                      | Roger Federer         | 2.  | 1.       |
| Německo                        | Alexander Zverev      | 5.  | 2.       |
| Rusko                          | Karen Chačanov        | 9.  | 3.       |
| Chorvatsko                     | Borna Ćorić           | 14. | 4.       |
| Francie                        | Gaël Monfils          | 16. | 5.       |
| Gruzie                         | Nikoloz Basilašvili   | 17. | 6.       |
| Španělsko                      | Roberto Bautista Agut | 20. | 7.       |
| Argentina                      | Guido Pella           | 22. | 8.       |
| Žebříček ATP k 10. červnu 2019 |                       |     |          |

### Jiné formy účasti na turnaji
Následující hráči obdrželi divokou kartu do hlavní soutěže:
- Peter Gojowczyk
- Rudolf Molleker
- Jo-Wilfried Tsonga

Následující hráči postoupili z kvalifikace:
- Mats Moraing
- Andreas Seppi
- João Sousa
- Serhij Stachovskyj

Následující hráč postoupil z kvalifikace jako tzv. šťastný poražený:
- Miomir Kecmanović[2]

### Odhlášení
před začátkem turnaje
- Pablo Carreño Busta → nahradil jej  Jaume Munar
- Kei Nišikori → nahradil jej  Miomir Kecmanović
- Dominic Thiem → nahradil jej  Taylor Fritz

### Skrečování
- Borna Ćorić

## Čtyřhra

### Nasazení párů
| Země                                                                       | Hráč           | Země        | Hráč          | ATP | Nasazení |
| -------------------------------------------------------------------------- | -------------- | ----------- | ------------- | --- | -------- |
| Polsko                                                                     | Łukasz Kubot   | Brazílie    | Marcelo Melo  | 6.  | 1.       |
| Jižní Afrika                                                               | Raven Klaasen  | Nový Zéland | Michael Venus | 20. | 2.       |
| Chorvatsko                                                                 | Nikola Mektić  | Chorvatsko  | Franko Škugor | 27. | 3.       |
| Německo                                                                    | Kevin Krawietz | Německo     | Andreas Mies  | 43. | 4.       |
| Žebříček ATP k 10. červnu 2019; číslo je součtem umístění obou členů páru. |                |             |               |     |          |

### Jiné formy účasti
Následující páry obdržely divokou kartu do hlavní soutěže:
- Dustin Brown /  Tim Pütz
- Alexander Zverev /  Mischa Zverev

Následující pár postoupil z kvalifikace:
- Marcelo Demoliner /  Divij Šaran

Následující pár postoupil z kvalifikace jako tzv. šťastný poražený:
- Matthew Ebden /  Denis Kudla

### Odhlášení
před začátkem turnaje
- Alexander Zverev

## Přehled finále

### Mužská dvouhra
- Roger Federer vs.  David Goffin, 7–6(7–2), 6–1

### Mužská čtyřhra
- Raven Klaasen /  Michael Venus vs.  Łukasz Kubot /  Marcelo Melo, 4–6, 6–3, [10–4]